# Парє
Парє (словен. Parje) — поселення в общині Півка, Регіон Нотрансько-крашка, Словенія. Висота над рівнем моря: 543,1 м.